# Epicnistis euryscia
Epicnistis euryscia är en fjärilsart som beskrevs av Edward Meyrick 1906. Epicnistis euryscia ingår i släktet Epicnistis och familjen styltmalar. Inga underarter finns listade i Catalogue of Life.